# Grabowa (Wieprza)
Die Grabowa (deutsch Grabow) ist ein 75 Kilometer langer Fluss in der polnischen Woiwodschaft Pommern.

## Verlauf
Die Grabowa ist ein Fluss in Hinterpommern. Sie entspringt in einer Höhe von 180 Metern über NN im Wockminsee südlich von Sławno (Schlawe) und mündet unterhalb von Darłowo (Rügenwalde) in die Wieprza (Wipper).
Vorbei an Polanów (Pollnow) bis Krąg (Krangen) hat die Grabowa ein starkes Gefälle, bis sie dann durch ein weites Wiesental in Richtung Norden fließt. Bei Jeźyce (Altenhagen) zweigt ein Flussarm zur Mündung in den Jezioro Bukowo (Buckower See) ab. 
Bei Malechowo (Malchow) an der Grabowa einigten sich im Jahre 1287 Herzog Mestwin II. von Pommerellen und der Camminer Bischof Hermann von Gleichen auf einen Verteidigungspakt.